# 对叶兰属
对叶兰属（学名：Listera），又名雙葉蘭屬，是兰科下的一个属，为陆生兰。该属共有30种，分布于北温带。